# Calliphora aruspex
Calliphora aruspex este o specie de muște din genul Calliphora, familia Calliphoridae, descrisă de Mario Bezzi în anul 1927.
Este endemică în Vanuatu. Conform Catalogue of Life specia Calliphora aruspex nu are subspecii cunoscute.